# Gorizia
Gorizia (în slovenă Gorica, în traducere „muntele mic”, de la cuvântul slav gora, „munte”) este un oraș în Italia, situat în Provincia Gorizia, în Friuli-Venezia Giulia. În 2025 este capitală culturală europeană, împreună cu Nova Gorica, orașul sloven construit în imediata vecinătate, și cu Chemnitz.

## Geografie
Gorizia se găsește la extremitatea estică a Câmpiei Padului, la frontiera dintre Italia și Slovenia.

## Toponimie
Denumirea orașului Gorizia derivă din limba slovenă și semnifică „munte mic”. Partea slovenă a orașului, mai nouă, poartă denumirea de Nova Gorica.

## Istoric
Comitatul Gorizia (în germană Grafschaft Görz) a fost din secolul al XII-lea o entitate componentă a Sfântului Imperiu Roman. În 1747 comitatul a fost extins și a devenit țară a coroanei austriece sub titulatura Comitatul Princiar Gorizia și Gradisca, până în 1918.

## Demografie
Gorizia - evoluția demografică

|  | Graficele sunt indisponibile din cauza unor probleme tehnice. Mai multe informații se găsesc la Phabricator și la wiki-ul MediaWiki. |

Date: Recensăminte sau birourile de statistică - grafică realizată de Wikipedia

## Personalități
- Johann Baptist de Coronini-Cronberg (1794-1880), guvernator al Banatului, ban al Croației. Satul Coronini, Caraș-Severin îi poartă numele;
- Graziadio Ascoli (1829-1907), filolog;
- Carlo Rubbia (n. 1934), laureat al Premiului Nobel pentru Fizică pe anul 1984.